# 부에나 비스타 소셜 클럽 (영화)
《부에나 비스타 소셜 클럽》(영어: Buena Vista Social Club)은 쿠바의 음악에 관한 빔 벤더스 감독의 1999년 다큐멘터리 영화이다. 《Buena Vista Social Club》 음반의 타이틀곡이 된 단존의 이름을 따서 지어졌다. 그 영화는 독일, 미국, 영국, 프랑스, 그리고 쿠바의 국제적인 공동 제작했다.
2020년, 이 영화는 "문화적, 역사적 또는 미학적으로 중요한" 것으로 미국 의회도서관에 의해 미국 국립영화등기부에 보존되기 위해 선정되었다.

## 출연

### 주연
- 콤파이 세군도
- 이브라힘 페레르
- 오마라 포르투온도
- 엘리아데스 오초아

### 조연
- 루벤 곤잘레스
- 라이 쿠더
- 조아킴 쿠더

## 기타
- 협력프로듀서: 로사 보쉬